# 大橋節子
大橋 節子（おおはし せつこ 1954年 - ）は、日本の教育者、学校法人経営者。
学位は、博士（人間科学)。IPU・環太平洋大学学長・短期大学部学長、国際大学IPU NewZealand学長

## 略歴
兵庫県神戸市出身、甲南女子大学大学院博士後期課程修了、博士（人間科学）。
・2013年に環太平洋大学次世代教育学部学部長、短期大学部学長補佐を経て、2015年より環太平洋大学短期大学部学長、2016年よりIPU・環太平洋大学第４代学長、2018年より国際大学IPU NewZealand 学長に就任している。
・外部委員・役員としては、2015年から2021年まで国立大学法人お茶の水女子大学経営協議会委員を務め、現在、一般社団法人大学スポーツ協会(UNIVAS)理事、公益財団法人海外子女教育振興財団経営アドバイザリーコミッティー・アドバイザー、総社市教育基本計画検討会議会長、岡山商工会議所議員としても活動する。
・その他、35年にわたって、学校法人理事長、社会福祉法人理事長、公益財団法人評議員として教育実践活動・社会活動に尽力している。
●主たる法人役員歴
・1988年に神戸創志学園 理事就任、1995年より理事長に就任（2022年3月迄）。
・1990年よりSoshi Gakuen NewZealand Incorporatedの前身であるInternational Educational Foundation理事就任、2008年より法人メンバー、副代表に就任（2023年3月迄）。
2019年よりSoshi Gakuen NewZealand Incorporated理事会議長・理事長に就任。
・1997年に財団法人総合教育研究財団 専務理事就任、2001年より理事長に就任（2011年3月迄）。
・2001年に公益財団法人こども教育支援財団 理事就任、2013年より評議員に就任。
・2005年に学校法人創志学園 常務理事就任、2007年より学園長を歴任、2017年より副理事長に就任（2023年3月迄）。
・2006年に社会福祉法人元気の泉の設立代表者、初代理事長に就任。
・2008年に学校法人ベル学園 専務理事就任、2010年より理事長に就任。
・2018年より学校法人村田学園 理事長に就任。